# بيتينا ويلش
بيتينا ويلش (بالإنجليزية: Bettina Welch)‏ هي ممثلة أسترالية، ولدت في 1922 في أوكلاند في نيوزيلندا، وتوفيت في 1993.

## وصلات خارجية
- بيتينا ويلش على موقع IMDb (الإنجليزية)
- بيتينا ويلش على موقع قاعدة بيانات الفيلم (الإنجليزية)